# (1370) Hella
(1370) Hella est un astéroïde évoluant dans la ceinture principale, découvert le 31 août 1935 par l'astronome allemand Karl Wilhelm Reinmuth depuis l'observatoire du Königstuhl.
Il est nommé en l'honneur d'Helene Nowacki, astronome allemande.
Ne doit pas être confondu avec deux autres astéroïdes : 
(435) Ella et (699) Hela.